# ب‌ام‌و زد۱
ب‌ام‌و زد-۱ (BMW Z1) خودرویی است که در فاصله سال‌های March ۱۹۸۹–June ۱۹۹۱ تولید شده‌است.
زد-۱ به دلیل پانل‌های بدنه پلاستیکی و درهای کشویی عمودی که به داخل رکاب جمع می‌شوند، منحصر به فرد است.  این خودرو یکی از اولین خودروهای بی‌ام‌و است که از سیستم تعلیق چند اتصالی عقب استفاده می کند. پیشرانه 2.5 لیتری شش سیلندر خطی و گیربکس 5 سرعته دستی از E30 325i تنها پیشرانه و گیربکسی است که در این خودرو استفاده گردیده.
در سال ۱۹۹۶ Z3 بعنوان جانشین Z1 بر روی خط تولید قرار گرفت.

## توسعه و راه اندازی
```
در آغاز سال ۱۹۸۵، بی ام دبلیو یک بخش به نام BMW Technik GmbH راه اندازی کرد تا مفاهیمی را برای وسایل نقلیه و فناوری های جدید توسعه دهد.  مدیر BMW Technik GmbH اولریش بز بود که بر توسعه Z1 نظارت داشت. زمانی که بز در اکتبر ۱۹۸۸ بی ام دبلیو را ترک کرد، کنترل پروژه به کلاوس فاوست واگذار شد. طراح اصلی هارم لاگای بود.
```

در آگوست ۱۹۸۵، هیئت مدیره BMW مجوز توسعه بیشتر اولین وسیله نقلیه مفهومی BMW Technik بنام Z1 را صادر کرد. یک سال بعد، نمونه اولیه جاده ای تولید شد و BMW به طور عمومی از این پروژه رونمایی کرد. یک مدل کوپه نیز موضوع مطالعه طراحی بود، اما به تولید نرسید.
در آگوست ۱۹۸۷، BMW اعلام کرد که Z1 وارد تولید خواهد شد و ماه بعد فرم تولید Z1 در نمایشگاه خودرو فرانکفورت رونمایی شد. تولید در اکتبر ۱۹۸۸ آغاز شد. قیمت اولیه ۸۰ هزار مارک بود، اما با شروع تولید، قیمت پایه به ۸۳ هزار مارک افزایش یافت.

## درها
درها از این جهت منحصر به فرد هستند که به‌جای طرح‌های سنتی که به سمت بیرون یا بالا می‌چرخند، به‌صورت عمودی جمع می‌شوند (اولین خودروی با درهای جمع‌شونده Kaiser Darrin 1954 بود، اگرچه آن درهای Kaiser Darrin به سمت جلو می‌لغزیدند نه به سمت پایین). بدنه با رکاب‌های بلند خود، حفاظت در برابر تصادف را مستقل از درها ارائه می‌کند.
پنجره ها ممکن است مستقل از درها کار کنند، اگرچه اگر درب پایین بیاید، به طور خودکار جمع می شوند. پنجره و در هر دو توسط موتورهای الکتریکی از طریق تسمه های لاستیکی دندانه دار هدایت می شوند و در مواقع اضطراری می‌توانند به صورت دستی جابجا شوند.

## بدنه

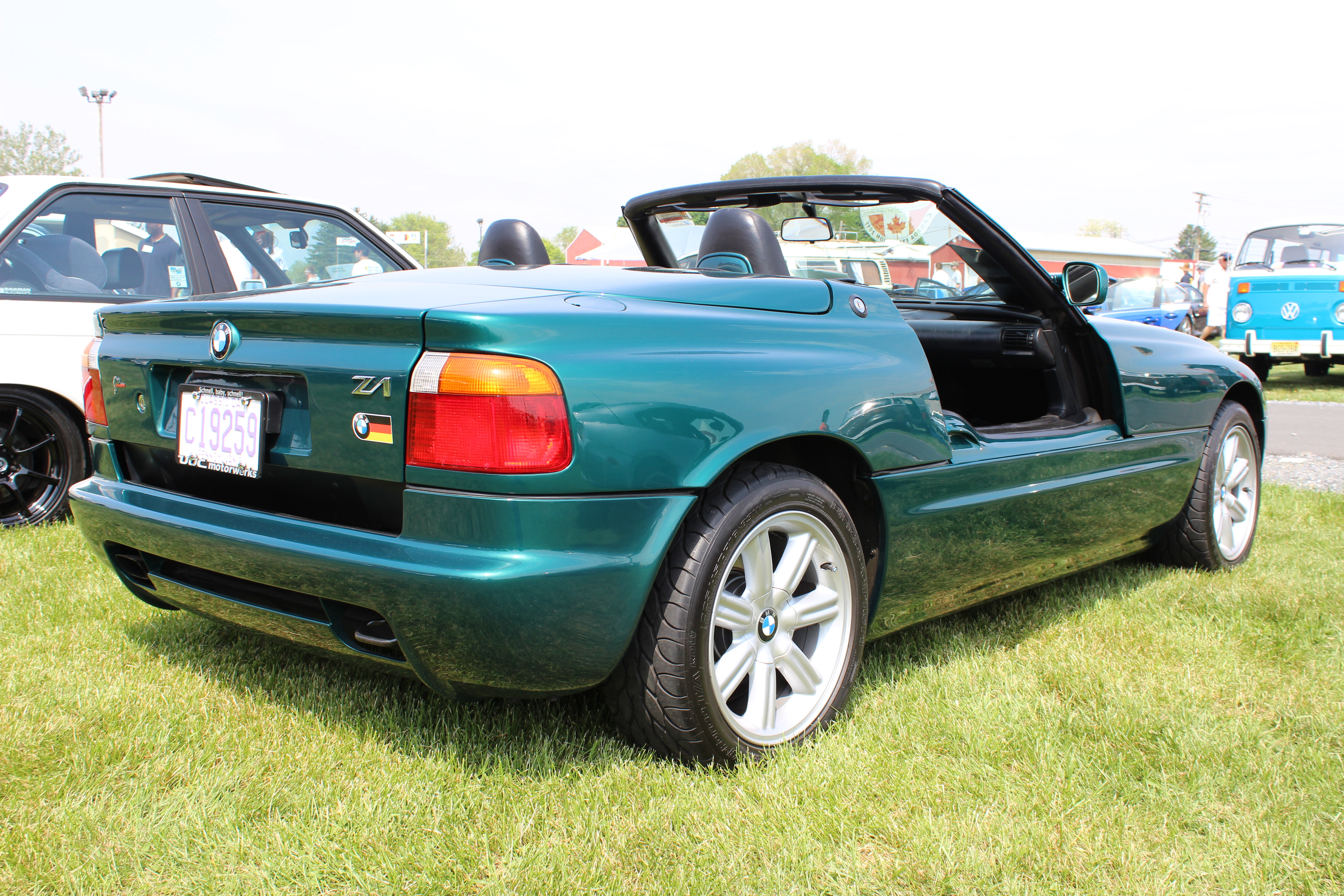
اتومبیل بی‌ام‌و - زد ۱

علاوه بر طراحی منحصر به فرد درها، بدنه Z1 دارای چندین نوآوری دیگر بود که عبارتند از: پانل های بدنه پلاستیکی قابل جابجایی، یک زیر انداز صاف، حلقه رول ادغام شده در اطراف شیشه جلو و درزها پیوسته با فلز روی جوش داده شده.
پانل های جانبی و درها از ترموپلاستیک Xenoy جنرال الکتریک ساخته شده اند. کاپوت، رکاب و پوشش سقف از اجزای GRP ساخته شده توسط Seger + Hoffman AG هستند.  این خودرو با پوشش لاکی انعطاف پذیر ویژه ای که به طور مشترک توسط AKZO Coatings و BMW Technik GmbH توسعه یافته، رنگ آمیزی شده است. در طول عرضه Z1 شرکت BMW به خریداران پیشنهاد کرد که مجموعه ای اضافی از پانل های بدنه را خریداری کنند و هر از چند گاهی رنگ خودرو را تغییر دهند. این خودرو در واقع می تواند با حذف کامل تمام پنل ها، مشابه پونتیاک فیرو، رانده شود.  BMW خاطرنشان کرد که بدنه را می توان به طور کامل در 40 دقیقه تعویض کرد، اگرچه دارندگان Z1 بر این باورند که بسیار خوش بینانه و دور از واقعیت است.
آیرودینامیک محور طراحی خودرو بود. رکاب پلاستیکی تخت برای بالابردن آیرودینامیک در مقابل زمین استفاده می شود و سپر عقب - در ارتباط با صدا خفه کن به شکل آیرودینامیکی - یک دیفیوزر را برای کاهش بالابر عقب تشکیل می دهد. ظاهراً قسمت جلویی یک ناحیه با فشار بالا را درست جلوتر از چرخ‌های جلو ایجاد می‌کند تا کشش چرخ جلو را افزایش دهد.Z1 دارای ضریب درگ 0.36 Cd به بالا یا 0.43 Cd با پایین است.

## تعلیق
سیستم تعلیق عقب، به نام محور Z، به طور خاص برای Z1 طراحی شده بود. این یکی از اولین BMW بود که دارای طراحی چند تیکه بود. در دهه 1990، اکسل Z بر روی انواع خودروهای گروه BMW از جمله E36 سری ۳ و R40 Rover 75 استفاده می شد.
```
سیستم تعلیق جلو مطابق E30 325i است. چرخ‌ها، مشابه E30 325i، دارای قطر 15 اینچ (380 میلی‌متر) در چرخ‌هایی با عرض 7 اینچ (180 میلی‌متر) در جلو و عقب که مجهز به لاستیک‌های 205/55VR-15 هستند.
```

## پیشرانه
```
تنها پیکربندی پیشرانه، یک موتور ۲/۵ لیتری M20 شش سیلندر خطی راسته و گیربکس پنج سرعته Getrag 260/5 دستی است که از E30 325i تهیه شده است.  این موتور یک موتور ۲۴۹۴ سی‌سی (۱۵۲ مکعب اینچ) SOHC مستقیم شش‌گانه است که ۱۲۵ کیلووات (۱۶۸ اسب‌بخار) در ۵۸۰۰ 
دور در دقیقه
 و ۲۲۲ نیوتن‌متر (۱۶۴ پوند فوت) گشتاور تولید می‌کند.
```

بخاطر سازگاری با درپوش پایین، موتور ۲۰ درجه به سمت راست متمایل می‌شود،.
```
== سری Z ==
```

```
نوشتار اصلی: BMW Z
```

"Z" در Z1 در ابتدا مخفف Zukunft، کلمه آلمانی برای آینده است.  خودروهای بعدی سری Z Z3، Z4 و Z8 هستند که همگی به صورت کانورتیبل ۲ سرنشینه در دسترس بودند (البته برخی از مدل ها به صورت کوپه ۲ صندلی نیز موجود بودند).

## تولید

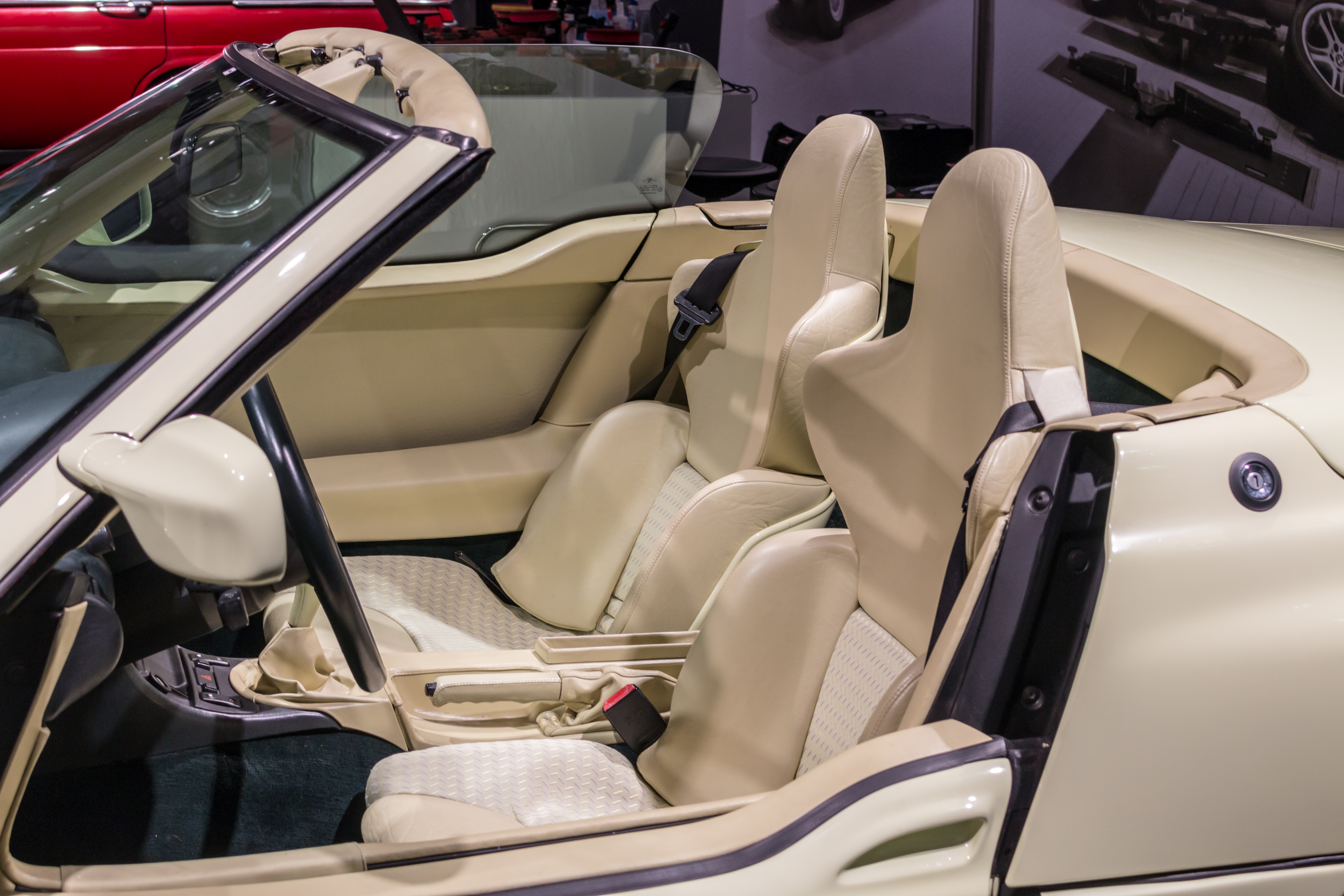
ب‌ام‌و زد۱ (BMW Z۱)

Z1 از مارس ۱۹۸۹ تا ژوئن 1991 تولید شد، [18]:  258  همه در کارخانه BMW در مونیخ، [19] دقیقا 8000 خودرو تولید شد.[5]  همه خودروها فرمان چپ بودند و اکثریت (6443) در بازار بومی BMW آلمان فروخته شد.[20]  کشوری که  تعداد Z1 را دریافت کرد، ایتالیا، کمتر از 7 درصددومین از کل فروش داخلی را دریافت کرد.  خودروهای BMW Z1 که رسماً برای فروش به فرانسه وارد می‌شوند، به جای چراغ‌های شفافی که در جاهای دیگر یافت می‌شوند، چراغ‌های زرد رنگ دارند.
تقاضای اولیه قوی بود و BMW سفارشات 3500 وسیله نقلیه را قبل از شروع تولید دریافت کرد.[5]  با این حال، تقاضا در حدود سال 1988 به میزان قابل توجهی کاهش یافت و BMW به تولید خود در سال 1991 پایان داد. گمانه زنی هایی وجود دارد که کاهش تقاضا به دلیل افزایش تقاضای اولیه سرمایه گذاران سفته باز بوده است.[17]  با این حال، در سال 1988، به نقل از بی ام و گفته شد که آنها 35000 سفارش برای Z1 داشته اند.
بنا بر گزارش ها، BMW قادر به ساخت بیش از 10 تا 20 وسیله نقلیه Z1 در روز نبود.[22]  بیش از نیمی از تمام خودروهای Z1 (به طور خاص، 4091) برای مدل سال 1990 تولید شدند.  گزارش شده است که هفتاد و هشت وسیله نقلیه Z1 به عنوان قاطر آزمایشی مورد استفاده قرار گرفتند، اگرچه بیشتر آنها بعداً بدون گارانتی و احتمالاً با قیمت کمتر فروخته شدند.
Z1 در شش رنگ بیرونی و چهار رنگ داخلی موجود بود.  قرمز رایج ترین رنگ بیرونی است.[7]  بیشتر آنها (6177) قرمز، سیاه یا سبز با فضای داخلی خاکستری تیره بودند.[23]  رنگ بیرونی زرد روشن (fun-gelb در آلمانی یا fun-gelb در انگلیسی؛ 133 نمونه ساخته شده) یا داخلی قرمز (38 نمونه ساخته شده) کمیاب ترین رنگ های Z1 هستند.  رنگ های آبی استخر شنا و اوه بسیار نارنجی برای طراحان ماشین، اولریش بز و هارم لاگای در نظر گرفته شده است.
```
== حضور در سینما و تلویزیون ==
```

```
Z1 در یکی از قسمت‌های Wheeler Dealers در سال 2014 نمایش داده شد.[24]  آنها ماشین را به رنگ زرد غیر استاندارد خریدند و ماشین را به رنگ قرمز برگرداندند.  مشاهده شد که BMW ادعا کرده است که پانل های قابل جابجایی را می توان در 40 دقیقه برداشت.  با این حال در واقع شش ساعت طول کشید.[نیازمند منبع]
```